# كهف ديل كاستيلو
كهف ديل كاستيلو، أو كهف القلعة، هو موقع أثري داخل مجمع كهوف مونتي كاستيلو، في بوينتي فيسجو، كانتابريا، إسبانيا.

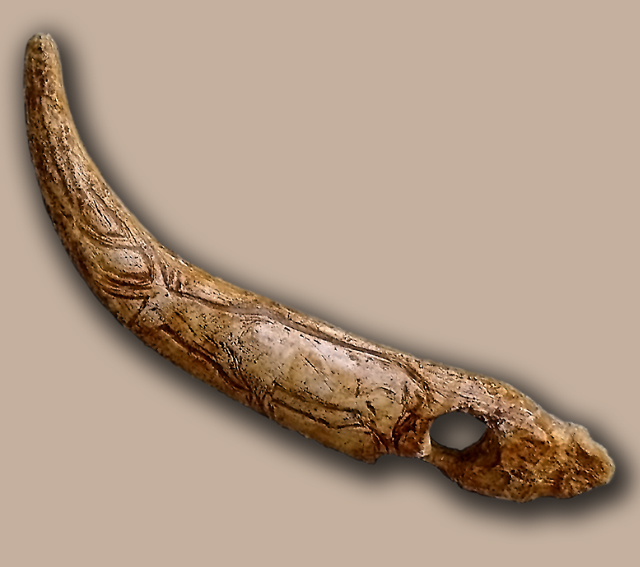
الهراوة المجدلية العليا محفورة ومخرمة

قسمت الطبقات الأثرية إلى حوالي 19 طبقة، اعتمادًا على المصدر الذي تنحرف فيه قليلاً عن بعضها البعض، ومع ذلك فإن التسلسل الكلي متسق، بدءًا من الأورينياسية البدائية، وينتهي في العصر البرونزي .[بحاجة لمصدر]

## وصف
يحتوي كهف ديل كاستيلو على أقدم لوحة كهفية معروفة: يعود تاريخ قرص أحمر كبير منقوش في لوحة دي لاس مانوس إلى أكثر من 40 ألف عام باستخدام تأريخ اليورانيوم الثوريوم في دراسة عام 2012. يتوافق هذا مع تقليد رسم الكهوف الذي نشأ في الأورينياسية البدائية، مع أول وصول للإنسان الحديث في أوروبا. حددت دراسة أجريت عام 2013 لنسب طول الإصبع في استنسل اليد العلوي من العصر الحجري القديم وجدت في فرنسا وإسبانيا أن الغالبية كانت من أيدي الإناث، مما قلب الاعتقاد السائد سابقًا بأن هذا الشكل الفني كان نشاطًا ذكوريًا في المقام الأول.

## اكتشاف
اكتشف هيرميليو ألكالد ديل ريو (بالإسبانية: Hermilio Alcalde del Río)‏ كهف ديل كاستيلو في عام 1903، عالم الآثار الإسباني، والذي كان أحد الرواد في دراسة أقدم لوحات الكهوف في كانتابريا. كان مدخل الكهف أصغر في الماضي ووسع نتيجة الحفريات الأثرية. عثر ألكالد ديل ريو على سلسلة واسعة من الصور المنفذة بالفحم والمغرة الحمراء على جدران وأسقف الكهوف المتعددة.[بحاجة لمصدر] تمتد اللوحات والعديد من العلامات والكتابات على الجدران من العصر الحجري القديم الأدنى إلى العصر البرونزي، وحتى العصور الوسطى .[بحاجة لمصدر] هناك أكثر من 150 صورة مفهرسة بالفعل، بما في ذلك تلك التي تؤكد على نقوش بعض الغزلان، مع التظليل.[بحاجة لمصدر]